# روسلاند (لوئیزیانا)
روسلاند (به انگلیسی: Roseland) شهری در ایالت لوئیزیانا کشور ایالات متحده آمریکا است که جمعیت آن در سرشماری سال ۲۰۱۰ میلادی، ۱٬۱۲۳ نفر بوده‌است.